# Papa Anteriu
Papa Anteriu (n.  ?, Petilia Policastro, Calabria, Italia – d. 3 ianuarie 236 d.Hr., Roma, Imperiul Roman) a fost Papă al Romei în perioada 21 noiembrie 235 - 3 ianuarie 236.
Conform Liber Pontificalis, Papa Anteriu I era grec de origine. A fost papă mai puțin de două luni. Despre el se știe foarte puțin; în general datele sunt considerate de istorici ca fiind legendare și anacronice, mai cu seamă aceea conform căreia Papa Anteriu ar fi adunat actele martirilor (Acta martyrum). Este considerat ca cert faptul că a decedat  natural sau „a adormit” conform  formulei din Catalogul Liberian folosită pentru a denota moartea sa. Papa Anteriu I  fost înmormântat în Catacombele Sf. Calixt, în noua criptă a papilor, unde mai apoi au fost așezați Ponțian și Hippolyt. 
Papa Anteriu este celebrat ca sfânt  pe 3 ianuarie.